# Lee County (Mississippi)
Das Lee County ist ein County im US-Bundesstaat Mississippi. Der Verwaltungssitz (County Seat) ist Tupelo. Das U.S. Census Bureau hat bei der Volkszählung 2020 eine Einwohnerzahl von 83.343 ermittelt.

## Geographie
Das County liegt im Nordosten von Mississippi, ist im Osten etwa 40 km von Alabama, im Norden etwa 60 km von Tennessee entfernt und hat eine Fläche von 1174 Quadratkilometern, wovon neun Quadratkilometer Wasserfläche sind. Es grenzt an folgende Countys:
| Union County     | Prentiss County |                 |
| Pontotoc County  |                 | Itawamba County |
| Chickasaw County |                 | Monroe County   |

## Geschichte

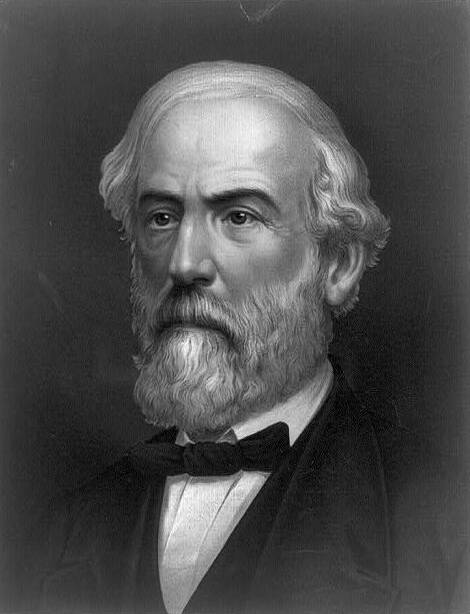
Robert E. Lee

Das Lee County wurde am 26. Oktober 1866 aus Teilen des Itawamba County und des Pontotoc County gebildet. Benannt wurde es nach Robert Edward Lee, einem Oberst der US-Armee und der erfolgreichste General der Streitkräfte der Konföderierten Staaten von Amerika. Sein bedeutendstes Kommando während des Sezessionskriegs war der Oberbefehl über die Nord-Virginia-Armee.

Im Lee County liegen zwei National Battlefields, die Brices Cross Roads National Battlefield Site und das Tupelo National Battlefield. 23 Bauwerke und Stätten des Countys sind insgesamt im National Register of Historic Places eingetragen (Stand 31. Januar 2018).

## Demografische Daten

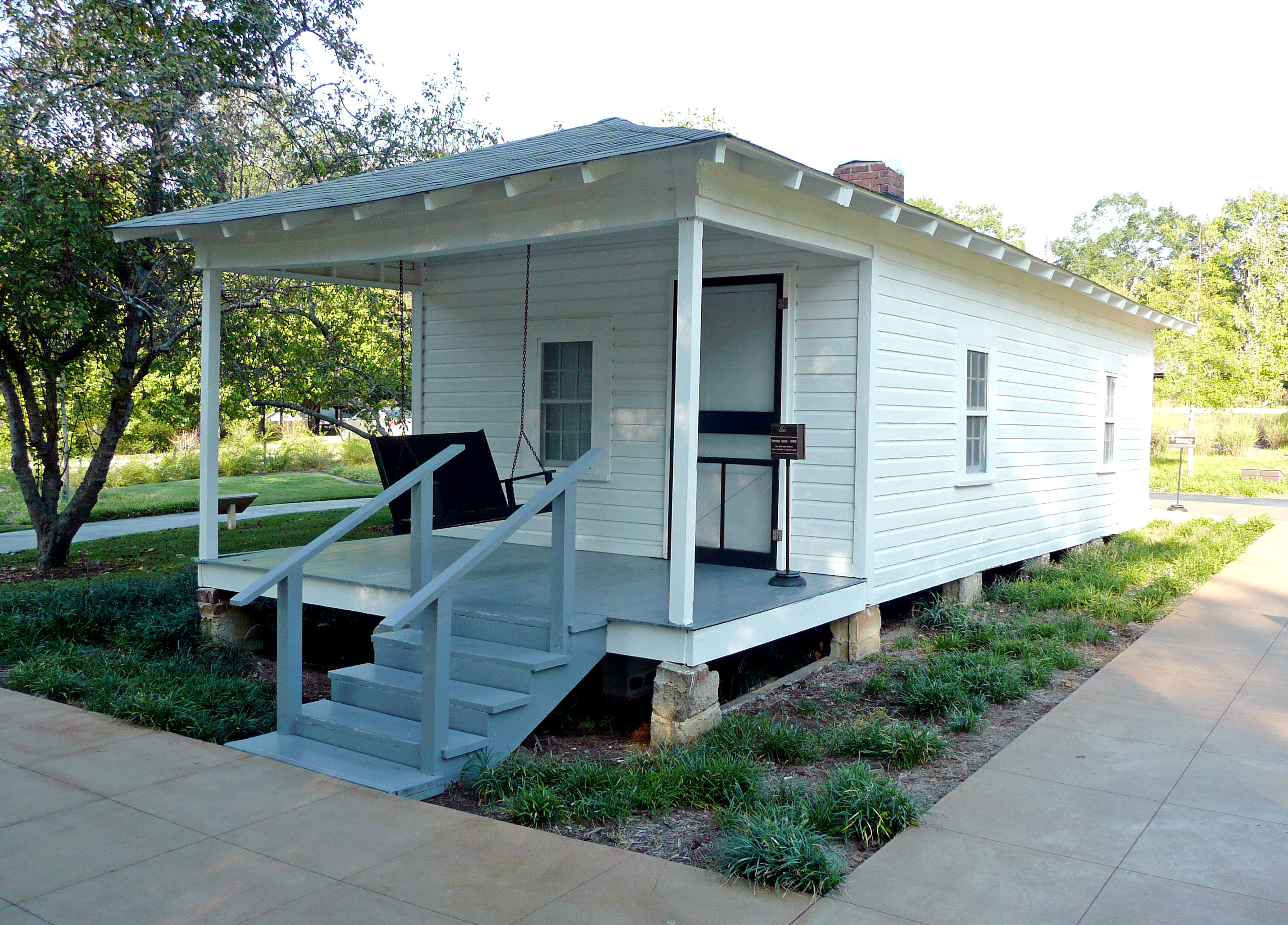
Geburtshaus von Elvis Presley

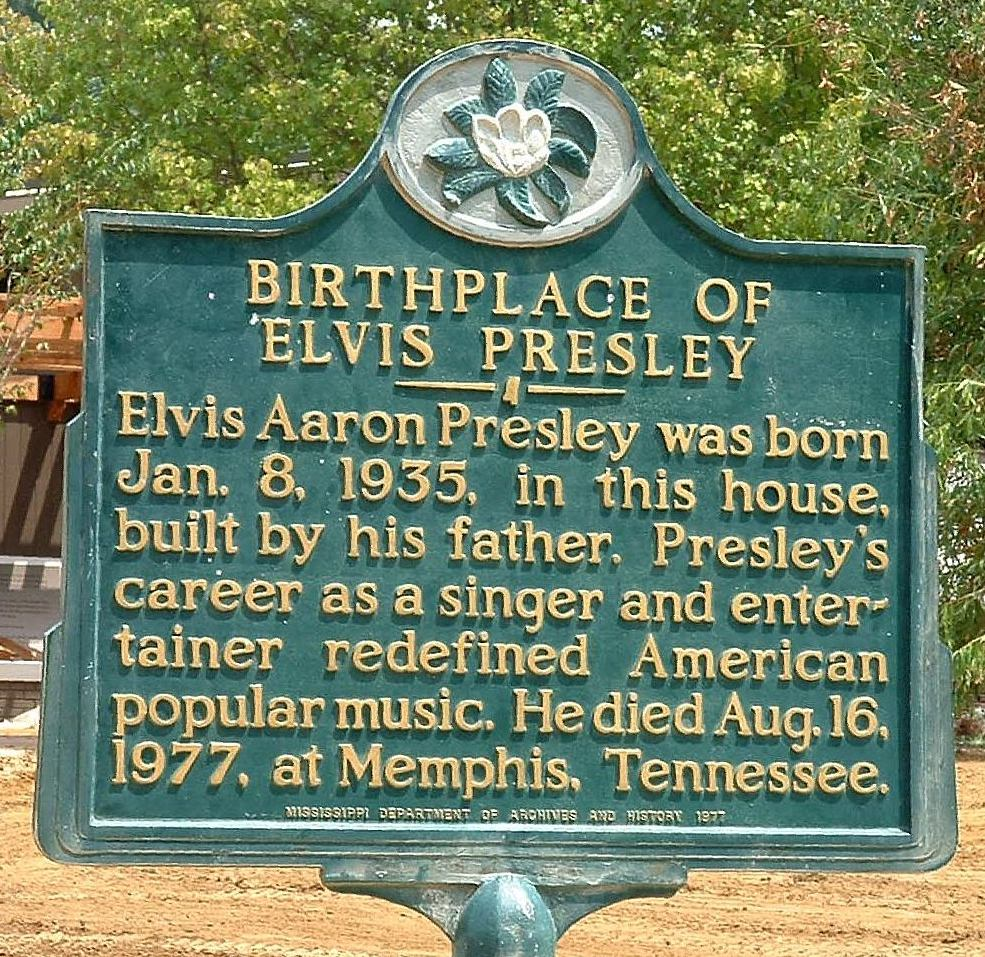
Hinweistafel

Nach der Volkszählung im Jahr 2000 lebten im Lee County 75.755 Menschen in 29.200 Haushalten und 20.819 Familien. Die Bevölkerungsdichte betrug 65 Personen pro Quadratkilometer. Ethnisch betrachtet setzte sich die Bevölkerung zusammen aus 73,66 Prozent Weißen, 24,51 Prozent Afroamerikanern, 0,13 Prozent amerikanischen Ureinwohnern, 0,52 Prozent Asiaten, 0,01 Prozent Bewohnern aus dem pazifischen Inselraum und 0,43 Prozent aus anderen ethnischen Gruppen; 0,74 Prozent stammten von zwei oder mehr Ethnien ab. 1,16 Prozent der Bevölkerung waren spanischer oder lateinamerikanischer Abstammung, die verschiedenen der genannten Gruppen angehörten.
Von den 29.200 Haushalten hatten 36,1 Prozent Kinder unter 18 Jahren, die mit ihnen lebten. 52,6 Prozent waren verheiratete, zusammenlebende Paare, 14,6 Prozent waren allein erziehende Mütter und 28,7 Prozent waren keine Familien. 25,0 Prozent aller Haushalte waren Singlehaushalte und in 8,5 Prozent lebten Menschen im Alter von 65 Jahren oder darüber. Die durchschnittliche Haushaltsgröße lag bei 2,55 und die durchschnittliche Familiengröße bei 3,05 Personen.
27,7 Prozent der Bevölkerung war unter 18 Jahre alt, 8,5 Prozent zwischen 18 und 24, 30,5 Prozent zwischen 25 und 44, 21,8 Prozent zwischen 45 und 64 Jahre alt und 11,5 Prozent waren 65 Jahre oder älter. Das Durchschnittsalter betrug 35 Jahre. Auf 100 weibliche kamen statistisch 92,3 männliche Personen und auf 100 Frauen im Alter von 18 Jahren oder darüber kamen 87,5 Männer.

Das durchschnittliche Einkommen eines Haushaltes betrug 36.165 USD, das einer Familie 43.149 USD. Männer hatten ein durchschnittliches Einkommen von 31.039 USD, Frauen 22.235 USD. Das Prokopfeinkommen lag bei 18.956 USD. Etwa 10,5 Prozent der Familien und 13,4 Prozent der Bevölkerung lebten unterhalb der Armutsgrenze.

## Städte und Gemeinden
Citys
- Baldwyn1
- Tupelo
- Verona

Towns
| - Guntown - Nettleton2 - Plantersville | - Saltillo - Shannon - Sherman3 |

1 – teilweise im Prentiss County

2 – teilweise im Monroe County

3 – teilweise im Pontotoc und im Union County